# Leland, North Carolina
Leland är en ort i Brunswick County i delstaten North Carolina, USA.